# LokalTapiola
LokalTapiola (på finska: LähiTapiola) är en finsk finansgrupp som säljer försäkringstjänster. Gruppen bildades i fusionen av  Lokalförsäkrings- och Tapiola-gruppen. LokalTapiola-gruppen är en bolagsgrupp som ägs av kunderna och som erbjuder tjänster till privatpersoner, lantbruk, företagare, företag och sammanslutsningar. Utöver skade, liv- och pensionsförsäkringsprodukter- och tjänster erbjuder gruppen produkter och tjänster inom placerande och sparande.
Gruppen erbjuder även riskhantering och tjänster för personalens välbefinnande till företag. LokalTapiolas jämförbara rörelseresultat var 273,1 miljoner euro år 2019.
År 2020 hade företaget nästan 1,6 miljoner ägarkunder och var största i Finland inom trafikförsäkring, näststörst inom skadeförsäkringsgivaren och fjärde störst inom livförsäkring.

## Historia

### Bolagens bakgrund
Lokalförsäkring och Tapiola har sina rötter på 1700- och 1800-talet. Lokalförsäkrings historia börjar år 1770, då kung Aadolf Fredrik stiftade en lag att alla socken ska grunda ett brandstodsbolag. Tapiolas rötter anses igen sträcka sig till år 1857 då Brandstodsbolaget grundades. Tapiolas föregångarbolag är Pohja som grundades år 1909 och Aura år 1917. Efter att lagen om ömsesidiga skadeförsäkringsföreningar stiftades år 1933 uppstod det lokala Lokalförsäkringsföreningar runtom i landet.

### Tapiola och Lokalförsäkring (1982–2012)
Tapiola grundades på Tapios namnsdag 18 juni 1982 när Aura och Pohja fusionerades. År 1983 antog gruppen som bestod av Lokalförsäkringsföreningarna marknadsföringsnamnet Lokalförsäkring som användes både nationellt och lokalt.
På 2000-talet beslöt Tapiola att utvidga verksamheten att omfatta även finanstjänster. Först grundades Tapiola Kapitalförvaltning Ab och Tapiola Fondbolag Ab, som senare fusionerades och antog namnet Tapiola Kapitalförvaltning Ab. Tapiola Bank Ab startade verksamheten år 2004.
År 2011 återupptogs de tidigare sonderingarna för en fusion av Lokalförsäkring och Tapiola och ett intentionsavtal om fusionen undertecknades 23 december. I februari 2012 meddelade Tapiola och Lokalförsäkring att de fusioneras. Bolagens förvaltningsråd undertecknade ett fördrag om grundandet av LokalTapiola och i maj godkände bolagsstämmorna fusionen. I juni meddelades att det nya bolagets marknadsföringsnamn är LokalTapiola.

### LokalTapiolas första år (2013–2014)
LokalTapiola-gruppen inledde officiellt sin verksamhet år 2013. Erkki Moisander utnämndes till chefdirektör för LokalTapiola. Fusionen var en av de största i finsk finanshistoria och enligt många även en av de svåraste då bolagen hade mycket olika företagskulturer. Tapiola-gruppen hade en centraliserad ledning och den dåvarande chefdirektören Asmo Kalpala hade stor makt i det specialistdominerade bolaget. Företagskulturen beskrevs som hövlig och grundad på akademisk diskussion. Lokalförsäkring hade en decentraliserad ledning där makten fanns hos de självständiga försäkringsföreningarna i landskapen vilka hade en smidig och företagsmässig verksamhet. Företaget som leddes av Moisander förespråkade frispråkighet. Bolagen hade försökt sig på fusioner flera gånger under åren och båda hade även försökt sig på en fusion med Fennia, men förgäves. Bolagen oroade sig för att branschen blir för bankdriven då konkurrenten OP Gruppen erbjöd bankkunderna bonus som de kunde använda för att betala försäkringspremier. Fusionen gav konkurrensfördel i den allt hårdare konkurrensen. Kalpala, Moisander och Lokalförsäkrings styrelseordförande Ralf Wikström ansvarade för LokalTapiolas uppkomst. Lokalförsäkring hade ett bra utgångsläge i förhandlingarna då gruppen inte var i lika stort behov av en fusion som Tapiola som hade förlorat marknadsandelar. Kalpala motiverades av en önskan att ro iland fusionen före han går i pension. Lokalförsäkrings styrelse ville att regionföreningarna skulle få hålla sin självständighet efter fusionen. I praktiken var fusionen jämlik men motståndet mot förändringen var stort. I juni bytte Tapiola Bank namnet till LokalTapiola Bank. Tapiola Bank och S-Banken meddelade om en fusion 6.6.2013 som en del av ett större samarbetsavtal mellan S-gruppen och LokalTapiola-gruppen. S-gruppen ägde 75 % och LokalTapiola 25 % av den nya banken.
Moisander lyckades skapa en gemensam företagskultur bland annat genom att beakta alla på ett jämlikt sätt samt genom interaktion och samtal. De anställda vid LokalTapiola omfattade Lokalförsäkrings ledarskap som grundade sig på balans- och resultaträkning vilket gjorde gruppen mer uppmärksam på lönsamhet och kostnader. Tapiola bidrog igen med ny affärsverksamhet: livförsäkring, bank, återförsäkring och internationalitet. Det att alla insåg vilka styrkor parterna hade bidrog till att det uppstod en kultur av respekt och förståelse.
År 2014 inledde LokalTapiola ett strategiarbete i vilket ledningen deltog på bred front. LokalTapiola Ömsesidigt Pensionsförsäkringsbolag fusionerades i början av år 2014 med Pensions-Fennia. Det nya arbetspensionsförsäkringsbolaget fick namnet Elo. I maj fusionerades S-Banken och LokalTapiola Bank och fick namnet S-Banken.

### LokalTapiola (2015–)
År 2016 var LokalTapiola den näststörsta skadeförsäkraren i Finland med en premieinkomst på 1,1 miljarder euro, varav livförsäkringsbolagets andel var cirka 422 miljoner euro. Gruppen hade 1,6 miljoner ägarkunder. Värdet på kundtillgångarna LokalTapiola förvaltade var 9,7 miljarder euro och gruppen samarbetade med S-Banken, Elo och Pihlajalinna. LokalTapiola hade cirka 3 400 anställda.
I januari 2017 berättade LokalTapiola att gruppen förnyar sin strategi genom att minska rollen som försäkringsbolag och göra livstrygghet till en kärna i verksamheten. Med livstrygghet avses tjänster inom trygghet, ekonomi och hälsa, till exempel skade- och livförsäkring, kapitalförvaltning och tjänster i anknytning till hälsa och välmående. Målet är att vara ännu mer proaktiv och förebyggande vilket gynnar både gruppen och ägarkunderna. I juni meddelade LokalTapiola och Mehiläinen att de inleder ett strategiskt samarbete.
I maj 2018 ökade LokalTapiola sitt innehav i Mehiläinen från nio procent till 20 procent.

## Organisation
LokalTapiolas huvudkontor finns i Hagalund, Esbo. LokalTapiola-gruppen består av ett skade- och livbolag, bolag som erbjuder kapitalförvaltning, finansiering och fastighetskapitalförvaltning samt 20 regionalbolag. År 2020 hade gruppen cirka 1,6 miljoner ägarkunder och cirka 3 400 anställda samt över 200 kontor runtom i Finland.
På hösten 2020 bestod LokalTapiola-gruppen utöver regionbolagen av följande i hela landet verksamma bolag:
- LokalTapiola Skadeförsäkring vars verksamhet omfattar alla frivilliga och lagstadgade skadeförsäkringar
- LokalTapiola Ömsesidigt Livförsäkringsbolag som säljer liv- och sparlivförsäkringar samt kompletterande pensionsförsäkringslösningar till privatpersoner och företag
- LokalTapiola Kapitalförvaltning bedriver kapitalförvaltningsverksamhet
- LokalTapiola Fastighetskapitalförvaltning producerar tjänster för fastighetsplacering och fastighetsstyrning
- LokalTapiola Finans finansierar fordon och maskiner i samarbete med bilaffärer
- LokalTapiola Tjänster producerar bland annat stöd- och utvecklingstjänster till de övriga bolagen i LokalTapiola-gruppen
- LokalTapiola Alternativa Investeringsfonder förvaltar alternativa fonder i anknytning till fastighets-, kapital-, lånekapitals-, aktie- och räntefonder

LokalTapiola Ömsesidigt Försäkringsbolag är gruppens moderbolag.
Inom banktjänster samarbetar gruppen med S-Banken och inom arbetspensionsförsäkring med Elo.

### LokalTapiolas regionbolag
På hösten 2020 ingick följande regionbolag i LokalTapiola:
- LokalTapiola Etelä
- LokalTapiola Sydkusten
- LokalTapiola Etelä-Pohjanmaa
- LokalTapiola Itä
- LokalTapiola Kaakkois-Suomi
- LokalTapiola Kainuu-Koillismaa
- LokalTapiola Keski-Suomi
- LokalTapiola Lappi
- LokalTapiola Loimi-Häme
- LokalTapiola Lännen
- LokalTapiola Pirkanmaa
- LokalTapiola Österbotten
- LokalTapiola Pohjoinen
- LokalTapiola Huvudstadsregionen
- LokalTapiola Satakunta
- LokalTapiola Savo
- LokalTapiola Savo-Karjala
- LokalTapiola Nyland
- LokalTapiola Varsinais-Suomi
- LokalTapiola Vellamo

LokalTapiola Länsi-Suomi som grundades i fusionen av regionbolagen Lännen och Satakunta inleder sin verksamhet i januari 2021.

### Ägande
LokalTapiola äger kapitalförvaltningsbolaget Seligson & Co och är en ägare i Mehiläinen, Pihlajalinna och S-Banken.

## Priser och belöningar
- År 2019 valdes LokalTapiola Kapitalförvaltning för femte gången under sju år till den bästa kapitalförvaltaren inom ansvarsfulla investeringar i SFR Researchs enkät för institutionella investerare.[23]